# Hermann Wilhelm Ebel
Hermann Wilhelm Ebel (10 mai 1820 – 19 août 1875) est un philologue prussien, spécialiste des langues celtiques.

## Biographie
Ebel est né à Berlin. Il montre dans ses premières années une remarquable capacité pour l’étude des langues et, dans le même temps, un grand intérêt pour la musique et la poésie. À l’âge de seize ans, il entre à l’université de Berlin, et se spécialise dans l’étude de la philologie, il suit les conférences de Philipp August Böckh. La musique demeure son occupation favorite pendant ses heures de loisir et il poursuit son apprentissage de la musique sous la direction du compositeur Joseph Marx.
Au printemps 1838, il va à l’université de Halle et commence à étudier la philologie comparative sous la direction du théologien et linguiste August Friedrich Pott. De retour dans sa ville natale l’année suivante, il continue l’étude de cette discipline avec le linguiste et philologue Franz Bopp. Il obtient son diplôme en 1842 et, après avoir passé son année de probation au French Gymnasium de Berlin, il reprend  très sérieusement ses études linguistiques. 
Vers 1847, il s’intéresse vieux persan. En 1852, il accepte une chaire à l’institut Beheim-Schwarzbach à Filehne, poste qu’il occupe pendant six ans. C’est pendant cette période qu’il commence ses travaux sur le proto-slave et les langues celtiques. En 1858, il déménage à  Schneidemühl, il accomplit ses obligations de premier professeur pendant dix ans. Il est ensuite appelé à la chaire de philologie comparative à l’université de Berlin. Il meurt à Misdroy le 19 août 1875. 

## Travaux
Le travail le plus important d’Ebel dans le domaine de la philologie celtique est la révision  de l’édition Grammatica Celtica du professeur Johann Kaspar Zeuss, achevée in 1871. Auparavant, il s’était consacré à deux traités De verbi Britannici futuro ac conjunctivo (1866), et De Zeussii curis positis in Grammatica Celtica (1869). Il apporta de nombreuses contributions à Zeitschrift für vergleichende Sprachforschung d'Adalbert Kuhn et à Beitrage zur vergleichenden Sprachforschung d'August Schleicher ; une sélection de ces contributions a été traduite en anglais par Sullivan et publiée sous le titre de Celtic Studies en 1863. Ebel a contribué à la section vieil irlandais de Indogermanische Chrestomathie de Schleicher (1869). La plupart de ses autres travaux sont intitulés Die Lehnworter der deutschen Sprache (1856).